# Миктибек Абдилдаєв
Миктибек Юсупович Абдилдаєв (нар. 17 серпня 1953) — киргизстанський політик і член Верховної ради Киргизстану як депутат від партії «Бір Бол».

## Ранні роки життя та освіта
Абдилдаєв народився 17 серпня 1953 року в селі Кара-Джигач Чуйської області в Киргизькій РСР, нині Киргизстан. 1976 року закінчив ступінь філології в Киргизькому національному університеті.

## Кар'єра

### 1976—1990
Абдилдаєв залишив свою першу роботу токарем на заводі у Фрунзе в 1976 році, після п'яти років роботи та закінчення навчання, щоб стати секретарем комітету комсомолу в Технічному коледжі радянської торгівлі Фрунзе, а 1982—1983 став його секретарем у комітеті в Іссик-Кульській області.
Він піднявся до лав політичної бюрократії, залишивши свою комсомольську роль, став керівником політичного відділу Управління внутрішніх справ виконавчого комітету Іссик-Кульської області у 1983—1986 роках. Після закінчення додаткової додаткової освіти з менеджменту в Академії управління МВС СРСР протягом трьох років Абдилдаєв був підвищений до заступника управління внутрішніх справ у 1989 р.
Врешті він став депутатом у Верховній Раді Киргизької РСР, де був до обрання депутатом на виборах до Верховної Ради Киргизстану 1990 року.

### 1991—2001
Киргизстан оголосив себе суверенним у грудні 1990 р. та незалежним у серпні 1991 року. Президентом був Аскар Акаєв, після здобуття незалежності Абдилдаєв провів 90-ті роки на посадах у відомствах МВС, він повернувся до управління внутрішніх справ Іссик-Куля на посаді начальника з листопада 1991 року по листопад 1994 року, після чого став заступником міністра Міністерства внутрішніх справ. В березні 1997 року став першим заступником міністра МВС, працював на цій посаді до січня 2001 р.

#### 2001—2010
Залишивши пост першого заступника міністра МВС, Абдилдаєв став заступником секретаря Ради Безпеки Киргизстану та директором Міжнародного інституту стратегічних досліджень при Президентові Киргизстану в лютому 2001 року. 2002 року став керівником Департаменту оборони та безпеки Адміністрації Президента під час президентства Аскара Акаєва, а також отримав посаду Генерального прокурора. Акаєв звільнив Абдилдаєва в березні 2005 року за «погану роботу» у боротьбі з протестами, пов'язаними з Тюльпановою революцією.
Після тривалого періоду роботи в регіональних та загальнодержавних управліннях внутрішніх справ, Абдилдаєв знову повернувся до ролі виконувача обов'язків заступника міністра МВС у березні 2005 року, на хвилі Революції тюльпанів.
У травні 2006 — квітні 2007 — глава Адміністрації Президента Курманбека Бакієва, пішов з цієї посади, закликавши провести нові президентські вибори.

#### Керівник Жогорку Кенеша, з 2010 року
Після киргизстанської революції 2010 року був обраний депутатом від партії «Ата-Журт» на парламентських виборах 2010 року і був керівником Єогорку Кенеша з листопада 2012 року по квітень 2014 року. 2015 року перейшов до партії «Бір Бол».
У квітні 2011 року Абдилдаєв був частиною групи депутатів, що приносили в жертву баранів біля будівлі Жогорку Кенеша, безпосередньо перед початком ранкової сесії. Це було зроблено для того, щоб зупинити «нечисту силу», що порушує роботу законодавчої влади.
Абдилдаєв одружений, має двох дітей.